# Erin (nombre)
Erin es un nombre propio de origen gaélico. Se trata de la forma inglesa de Éirinn, caso dativo o, en algunos dialectos nominativo, de Éire es decir Irlanda, y se utiliza en especial de manera poética, por ejemplo en el lema: Erin go bragh!, que se traduce como "¡Irlanda para siempre!" o en la expresión "verde Erín".
Eire procede de Eriu, diosa del pueblo de los milesianos, según la mitología irlandesa. Etimológicamente se ha puesto en relación con la forma protogoidélica Īwerjū con la raíz protoindoeuropea *piHwer-  que significa "fertilidad", aunque hay otras interpretaciones que la vinculan con la raíz *h2uer-, “(agua) que fluye”.

## Personas
- Erin Brockovich, empleada de una oficina jurídica estadounidense quien, a pesar de su falta de formación jurídica, fue fundamental en la construcción de un caso contra la Pacific Gas and Electric Company (PG & E), de California en 1993. Su historia, ficcionalizada, aparece en una película protagonizada por Julia Roberts.
- Erin Gammel, nadadora canadiense. Compitió representando en los Juegos Olímpicos de Atenas 2004.
- Erin Sanders, actriz estadounidense una de las protagonistas de la serie Zoey 101.
- Erin Heatherton, modelo estadounidense.

## Personajes ficticios
- Erin Noble, personaje de El joven Drácula.
- Erin Quinn, personaje de Derry Girls interpretado por Saoirse-Monica Jackson.
- Erin Lindsay, personaje de Chicago P.D. interpretado por Sophia Bush.
- Erin Hannon, personaje de The Office interpretado por Ellie Kemper.
- Erin Galbraith, personaje de El corazón de la banshee.
- Erin Reagan, personaje de Blue Bloods interpretado por Bridget Moynahan

## Curiosidades
- En 1995 se bautizó como Erin a un huracán.